# 致死遺伝子
致死遺伝子（ちしいでんし　英:　lethal gene）とは、その遺伝子を持つ個体を死に至らしめる遺伝子のこと。
個体を死に至らしめる遺伝子は子孫に遺伝する可能性がないように思われるかもしれないが、致死性について劣性の遺伝子をヘテロに持った個体では致死性が発現しない場合があり、その個体を通じて遺伝し得る。両親がそのような遺伝子を持っていた場合、雑種個体のうちで、その遺伝子をホモに持った個体は生まれることなく死亡する。その結果、出生した個体の表現型の分離比を見るとホモ個体が欠けているため、通常のメンデルの法則から期待される分離比とは異なった結果となる。
致死遺伝子の表現型発現のタイミングには様々なものがあり、配偶子で発現するものや個体で発現するものがある。また個体で発現する致死遺伝子においても、胎児期に発現するもの、繁殖期を迎える前に発現するもの、繁殖期を迎えたあとに発現するものがある。
致死遺伝子の表現型の強さについても様々なものがあり、死亡から生存に不利になるものまで、幅がある。

## 致死遺伝子の例
キイロハツカネズミの毛色遺伝子
優性遺伝子Yが黄色、劣性遺伝子yが白色の毛色を発現するが、ホモ接合型YYになると陥入期に死亡する。この遺伝子は致死性については劣性であるが、同時に体色に関しては優性に働く。
親がYy（黄色）とYy（黄色）ならば、子供はYY（致死）:Yy（黄色）:yy（白色）=1:2:1となり、実際に生まれた個体比は、黄色:白=2:1となる。
この他にも、劣性ホモ接合型で桑実胚期に死に至る無尾遺伝子t'や原腸形成期に死に至る無尾遺伝子t0、優性ホモ接合型で脊索の分化時に死に至る短尾遺伝子TやSdも知られている。
ヒトの鎌状赤血球症遺伝子
A遺伝子は正常赤血球を作るが、S遺伝子は鎌状赤血球を作る。遺伝子型SSは重度の貧血を呈するため、現代の適切な医療処置なしではたいてい成人前に死亡する（ただし現在では遺伝子型SSの予後は改善している）。しかしS遺伝子はマラリアに対する耐性を示すので、マラリアが蔓延する地域においては遺伝子型AAよりもASの方が生存に有利となり、S遺伝子が絶滅することなく子孫に伝えられていると考えられる。
ニワトリのクリーパー遺伝子
ニワトリのクリーパー品種（先天的に足が短い品種）の遺伝子Cpは、ホモ接合型で死に至る。これも致死性については劣性、形質については優性の遺伝子である。